# Raymond Brookes, Baron Brookes
Raymond Percival Brookes, Baron Brookes (* 10. April 1909 in West Bromwich, Staffordshire; † 31. Juli 2002) war ein britischer Ingenieur und Wirtschaftsmanager, der 1976 als Life Peer aufgrund des Life Peerages Act 1958 Mitglied des House of Lords wurde.

## Leben
Brookes absolvierte nach dem Schulbesuch ein Studium am Kenrick Technical College in West Bromwich und war danach als Ingenieur sowie Manager tätig. 1965 wurde er Vorstandsvorsitzender und Chief Executive Officer (CEO) des Luftfahrt- und Automobilfertigungsunternehmens GKN und bekleidete diese Funktionen bis 1974. Zugleich fungierte er zwischen 1967 und 1975 als Vizepräsident des Arbeitgeberverbandes Engineering Employers’ Federation (EEF). Für seine Verdienste wurde er 1971 zum Knight Bachelor geschlagen und führte fortan den Namenszusatz „Sir“.
Nach seinem Ausscheiden bei GKN war Brookes zwischen 1974 und 1979 Vorstandsmitglied des Elektronik-, Telekommunikations- und Verteidigungsunternehmens Plessey und zugleich von 1975 bis 1978 Vorstandsmitglied von AMF Inc sowie zwischen 1976 und 1989 Vorstandsvorsitzender des auf der Isle of Man ansässigen Unternehmens Reay Bros. Ltd.
Brookes wurde durch ein Letters Patent vom 14. Januar 1976 als Life Peer mit dem Titel Baron Brookes, of West Bromwich in the County of West Midlands, Mitglied des House of Lords, dem er bis zu seinem Tod angehörte. 